# Crawinkel
Crawinkel je sídlo ve středním Německu ležící na severním okraji Durynského lesa. Velké okresní město Gotha je vzdáleno asi 20 kilometrů, město Erfurt leží asi 30 kilometrů severně. Centrum zimních sportů Oberhof je vzdálené asi 10 km.
Některé pravomoci zpravidla náležející obecní administrativě byly dříve přeneseny na město Ohrdruf, které působilo jako erfüllende Gemeinde; od 1. ledna 2019 se Crawinkel stal částí města.